# Stochastische grammatica
De stochastische grammatica of statistische grammatica is een grammaticamodel waarin grammaticaliteit wordt berekend aan de hand van kans. Het Hidden Markov model is een van de gebruikte methodes die daarbij worden gehanteerd:
De stochastische grammatica wordt in de optimaliteitstheorie toegepast en bij statistische natuurlijke-taalbewerking. Aan de hand van stochastische, probabilistische en statistische methoden worden in de natuurlijke-taalbewerking verschillende problemen opgelost, die bijvoorbeeld verband houden met ambiguïteit als gevolg van te lange zinnen. In ditzelfde verband wordt op grote schaal een beroep gedaan op technieken als corpuslinguïstiek en de markovketens.
Aan de basis voor statistische natuurlijke-taalbewerking staan machinaal leren en datamining, beide deelgebieden van de kunstmatige intelligentie.

## Andere gebruikte methoden
- Stochastische contextvrije grammatica
- Statistisch ontleden
- Data-georiënteerd ontleden
- Schattingstheorie